# Eminence (Missouri)
Eminence – miasto w Stanach Zjednoczonych, w stanie Missouri, siedziba administracyjna hrabstwa Shannon.